# バイキング (アトラクション)

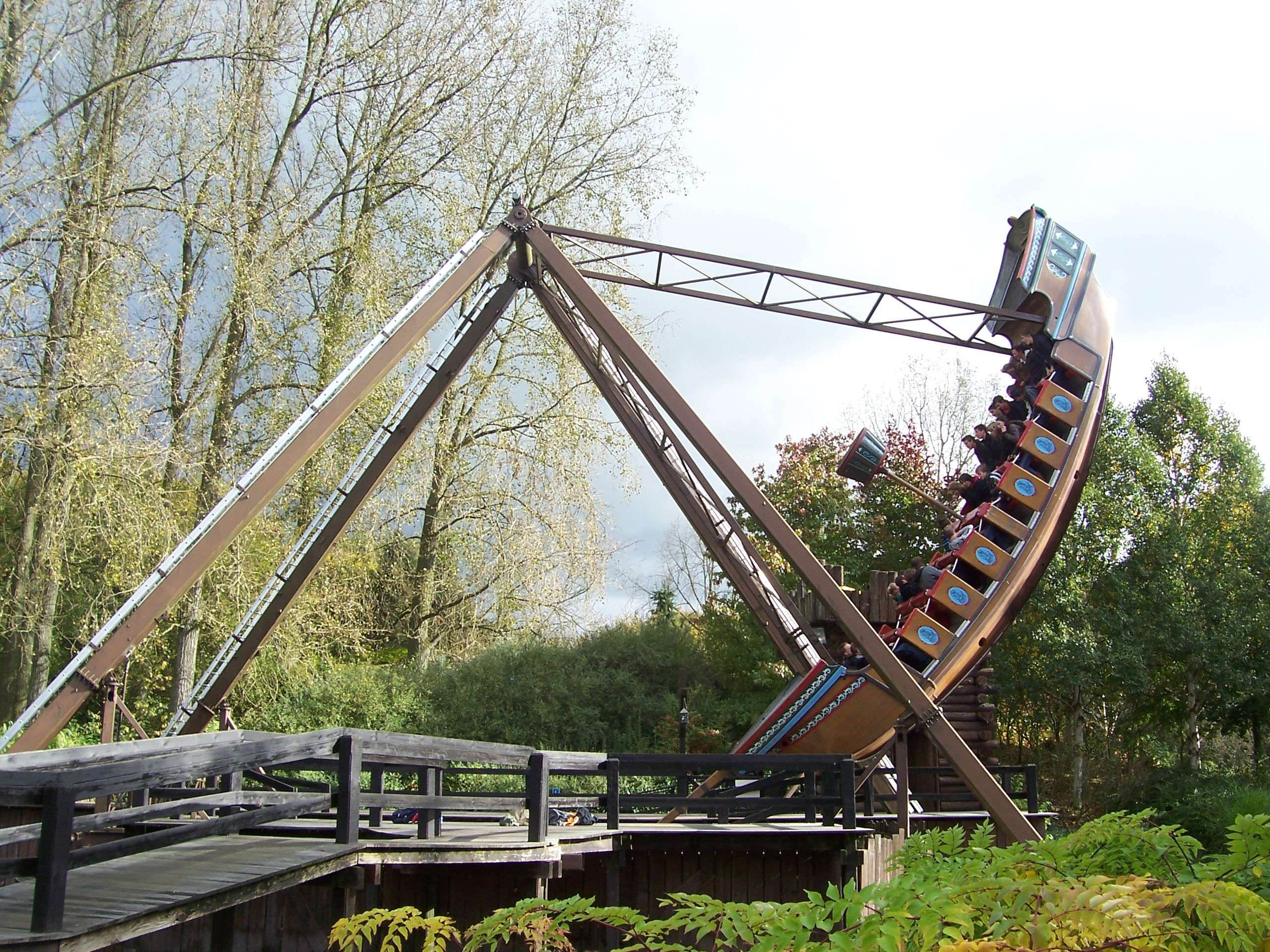
バイキング

バイキングとは、海賊船型の大型ブランコである。主に8世紀に活動したスカンジナビア人の武装船団"バイキング"の船に由来すると言われている。バイキングの船の特徴である浅底で、細長いという形容が顕著に現れている。

## 概要
1980年に後楽園ゆうえんち（現東京ドームシティアトラクションズ）に登場したものが日本初とされている。バイキングの大型タイプが日本で初めて誕生したのが、としまえんにあった「フライングパイレーツ」である。1984年4月に誕生したこのアトラクションは、120人乗りの船が2隻同時に稼動し、一度に240人を動員することができた。当初、混雑時など2隻同時運行も行っていたが、どちらかの船1隻のみの運行が多かった。1985年にはナガシマスパーランドに、160人乗りの船が2隻同時に稼動し、320人動員できる世界最大級の「ダブルジャンボバイキング」が登場。その後、1993年横浜・八景島シーパラダイスに50人乗りで最高到達地点約13メートル、傾斜角度は65度のバイキングが完成し、2012年3月には東京ドームシティアトラクションズには80人乗りで最高到達点約15メートル、傾斜角度が48.5度の「スーパーバイキング ソラブネ」が登場した。。

## 仕組み
モーターの軸に取り付けられたタイヤが船底で正転・逆転を繰り返す。タイヤの回転速度が増すにつれ、最高到達点や傾斜角度も高くなる。

## 設置されている遊園地
- ルスツリゾート - バイキング、ミニバイキング
- 北海道グリーンランド - ツインドラゴン
- 函館公園 こどものくに - アポロ2000
- きたみファミリーランド - ファイヤーバード
- ファミリー愛ランドYOU - グレートポセイドン
- リナワールド - バイキング
- かみねレジャーランド - ファイヤーバード
- 那須ハイランドパーク - スーパーバイキング、リトルシップ
- とちのきファミリーランド - スカイシップ
- 桐生が岡遊園地 - アドベンチャーシップ
- 東武動物公園 - ゴールデンシップ ～リバイブ～
- 西武園ゆうえんち - バイキング
- マクセル アクアパーク品川 - ポート・オブ・パイレーツ
- 東京ドームシティアトラクションズ -バ・バ・バ　バイキング
- 東京サマーランド - スーパーバウンティ
- 横浜・八景島シーパラダイス - バイキング
- さがみ湖リゾート プレジャーフォレスト - すすめ！キャプテンパディントン
- 浜名湖パルパル - キャプテンパレオの海賊船
- 恵那峡ワンダーランド - スーパーバイキング
- 南知多おもちゃ王国 - バイキング
- 日本モンキーパーク - ファイヤーバード
- ナガシマスパーランド - ダブルジャンボバイキング、バイキング
- パルケエスパーニャ - スウィングサンタマリア
- 生駒山上遊園地 - ミニパイレーツシップ
- 姫路セントラルパーク - グレートポセイドン
- 東条湖おもちゃ王国 - スイングボート・ドラゴン
- おもちゃ王国 - ガレオン
- みろくの里 - スーパーバイキング
- ニューレオマワールド - パイレーツ
- 城島高原パーク - 大航海時代キジマル
- グリーンランド - スーパーバイキング、ミニバイキング
- ヒルゼン高原センター ジョイフルパーク - バイキング
- ひたち海浜公園 プレジャーガーデン-シーガーディアン

### 過去に設置されていた遊園地
- 八木山ベニーランド - 海賊船パイラット
- カッパピア - ツインドラゴン
- 東武動物公園 - ファイアーバード
- としまえん - フライングパイレーツ、パイレーツ
- 後楽園ゆうえんち - バイキング
- 東京ドームシティアトラクションズ - スーパーバイキング ソラブネ
- 東京サマーランド - バイキング
- 横浜ドリームランド - パイラット
- さがみ湖ピクニックランド - ツインドラゴン
- 富士急ハイランド - ゆらゆら海のハムSHIP
- 奈良ドリームランド - キッズバイキング

## 派生種
ルーピングスターシップ
バイキングの振り子の勢いをつけて360度宙返りするようにしたもの。乗り物はスペースシャトルの形状をしており、宙返りする為肩を押さえるハーネスと腹部の安全バーがついている。日本ではよみうりランドとナガシマスパーランド（名称は「スペースシャトル」）に存在する。かつては東京サマーランドと西武園ゆうえんちに存在した他、近鉄あやめ池遊園地にはバイキング同様乗り物が海賊船の形状をしたものが存在していた。
フリスビー
乗り物が円盤状になっており、乗客は内側を向いて回転しながらスイングするもの。日本ではナガシマスパーランドにのみ存在する。
ジャイアントフリスビー
フリスビー同様円盤状をしているが、乗客は外側を向いて座り足がぶら下がった状態でスイングする。スイング角度は120度に達し、最高時速は100kmを超える。日本ではナガシマスパーランドと富士急ハイランド（名称は「トンデミーナ」）に存在する。
スクリーミングスウィング
動力に圧縮空気を使用したもの。前後背中合わせの乗り物2機が交互にスイングする。座席も1機辺り4人から最大20人と様々。座席は腹部の安全バーのみで足はぶら下がった状態である。スイング角度は90度を超える。日本ではさがみ湖MORI MORI（名称は「大空天国」）にのみ存在する。